# アノドントサウルス
アノドントサウルス（Anodontosaurus）はアンキロサウルス科アンキロサウルス亜科の恐竜の属の一つである。化石はカナダ、アルバータ州南部にあるホースシューキャニオン累層（en）の後期白亜紀後期の全期間（カンパニア期からマーストリヒト期中期、7280万年前から6700万年前）で発見されている。現在のところ唯一の種Anodontosaurus lambeiのみがこの属に含まれる。

## 発見と命名

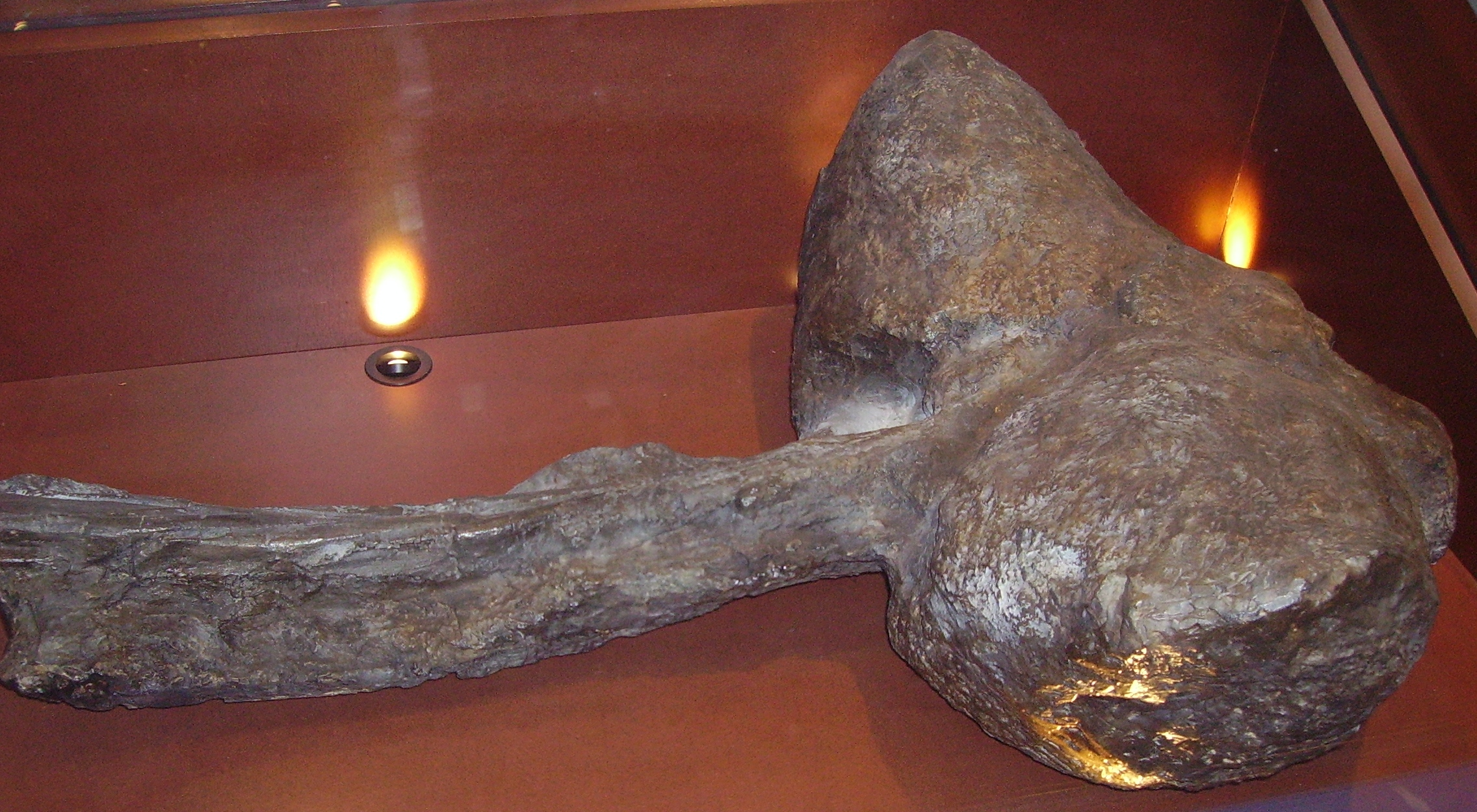
尾の棍棒の標本AMNH 5245

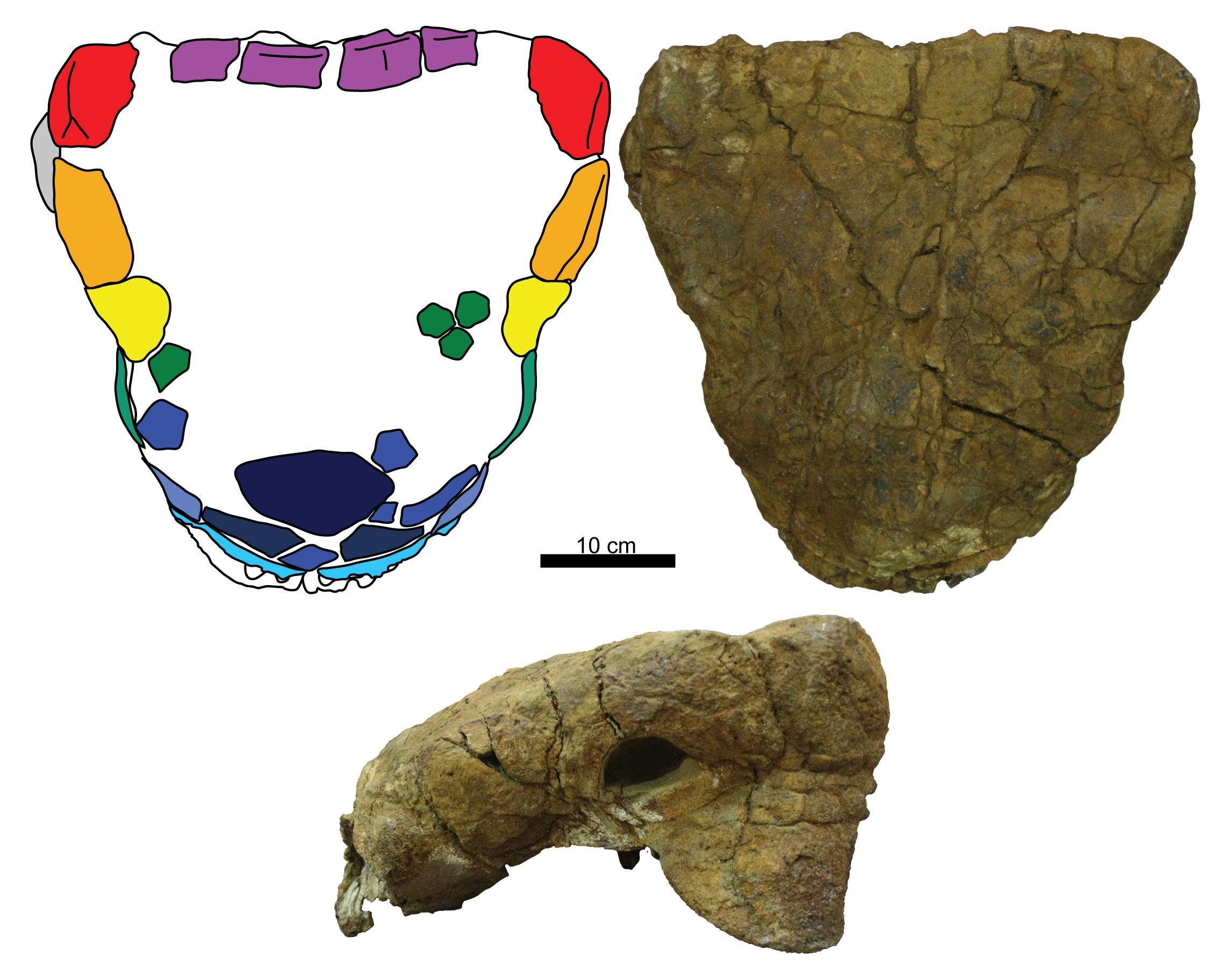
頭骨の標本TMP 1997.132.1

アノドントサウルスは1928年にホロタイプに基づいてチャールズ・モートラム・スタンバーグによ命名された。この標本は頭骨、頸部の半円状の装飾、装甲、およびその他の体の化石を含む部分骨格である。化石は1916年にスタンバーグによりカナダアルバータ州、モリンの約13 km南方にあるカナダ自然史博物館 発掘地で収集した際には、骨格は損傷していた。発掘された地層はホースシューキャニオン累層のカンパニア期後期からマーストリヒト期前期（7100万年前-7000万年前）のものである。
属名は古代ギリシャ語で「歯のないトカゲ」という意味である。化石の圧縮による損傷で歯が外れていた事実と、同時に頭骨の下と左の下顎の上に様々な平らで丸い化石が移動していて、スタンバーグはこれを通常の歯列かわりの大きな「摩砕プレート」であると推定したことから発想されている。種小名はホロタイプを保管しているカナダ地質調査局の地質学者、古生物学者であるローレンス・ラムに献名されたものである。

## 分類
1971年にWalter Coombsはアノドントサウルスが北アメリカの後期白亜紀カンパニア期に生息していて唯一のアンキロサウルス科の種であると結論した。またAnodontosaurus lambei、ディプロサウルス・アクトスクアメウス（Dyoplosaurus acutosquameus）、スコロサウルス・クトゥレリ（Scolosaurus cutleri）をエウオプロケファルス・トゥトゥス（Euoplocephalus tutus）のシノニムであるとした。このAnodontosaurus lambeiとEuoplocephalus tutusのシノニム化は一般に受け入れられ、そのためCMN 8530はE. tutusの標本とされた。しかし、 後にArbour et al. (2009)でのディプロサウルス（Dyoplosaurus）を正当な属とする再記載や、 Victoria Arbour (2010) ではアノドントサウルスもエウオプロケファルスと区別可能な正当な分類群であると主張された。アブストラクトのみ発表されたArbourの研究によれば、アノドントサウルスは頭骨と頸部の半円状の装飾および三角形のこぶがあり尖っている尾の棍棒の形態により識別可能で、る。さらにArbourはホースキャニオン累層の全てのアンキロサウルス亜科の標本をエウオプロケファルスではなくアノドントサウルスのものであると示唆した。アノドントサウルスの正当性は後続の二つの研究でも受け入れられた。一つ目はPaul PenkalskiとWilliam T. Blowsによる研究で、スコロサウルスについても正当な分類群であるとしている。二つ目はPenkalski (2013)でこの論文では元々はエウオプロケファルスのものとされていた標本に基づきオオーコトキア（Oohkotokia）の命名、記載を行っている。Penkalski (2013)ではアキロサウルス亜科の標本についての小規模な系統解析が行われた。この解析によるとアノドントサウルスのものとすることが出来る標本はホロタイプのみである。アノドントサウルスはエウオプロケファルスのホロタイプや他にこの属のものとされている標本と多分岐として配置され、一方でオオーコトキアはディプロサウルス、ディプロサウルスもしくはスコロサウルスのものと考えられる標本からなるクレードに配置される 。

## 参照
1. 1 2 3 4  Penkalski, P. (2013). “A new ankylosaurid from the late Cretaceous Two Medicine Formation of Montana, USA”. Acta Palaeontologica Polonica. doi:10.4202/app.2012.0125.
2. 1 2  Arbour, Victoria (2010). “A Cretaceous armoury: Multiple ankylosaurid taxa in the Late Cretaceous of Alberta, Canada and Montana, USA”. Journal of Vertebrate Paleontology 30 (Supplement 2):  55A. doi:10.1080/02724634.2010.10411819.
3. 1 2 3  C. M. Sternberg (1929) "A toothless armoured dinosaur from the Upper Cretaceous of Alberta." Canada Department of Mines Geological Survey Bulletin (Geological Series) 54(49):28-33
4. 1 2  Arbour, V. M.; Burns, M. E.; Sissons, R. L. (2009). “A redescription of the ankylosaurid dinosaur Dyoplosaurus acutosquameus Parks, 1924 (Ornithischia: Ankylosauria) and a revision of the genus”. Journal of Vertebrate Paleontology 29 (4):  1117. doi:10.1671/039.029.0405.
5. 1 2  Vickaryous, M.K. and Russell, A.P., 2003, "A redescription of the skull of Euoplocephalus tutus (Archosauria: Ornithischia): a foundation for comparative and systematic studies of ankylosaurian dinosaurs", Zoological Journal of the Linnean Society 137: 157–186
6. ↑  Coombs W. (1971) The Ankylosauridae. Ph.D. thesis, Columbia University, New York, NY, 487 p.
7. ↑  Penkalski, P.; Blows, W. T. (2013). “Scolosaurus cutleri (Ornithischia: Ankylosauria) from the Upper Cretaceous Dinosaur Park Formation of Alberta, Canada”. Canadian Journal of Earth Sciences:  130110052638009. doi:10.1139/cjes-2012-0098.